# Fairy Tail
Fairy Tail (フェアリーテイル Fearī Teiru, geromaniseerd als FAIRY TAIL in Japan) is een Japanse mangaserie geschreven en geïllustreerd door Hiro Mashima. De manga verscheen op 2 augustus 2006 voor het eerst in Weekly Shonen Magazine, uitgegeven door Kodansha. Er waren tot en met 2017 63 delen/tankōbons uitgebracht in Japan.

## Inhoud
Het verhaal speelt in een magische wereld en volgt een jonge magiër, Lucy Heartfilia. Ze is van plan om lid te worden van het beruchte en beroemde ‘Fairy Tail’-gilde, een gilde met veel sterke en beroemde magiërs. Op een gegeven moment ontmoet ze een jongen genaamd Natsu Dragneel, samen met zijn beste vriend de pratende kat Happy. Kort na hun ontmoeting wordt Lucy ontvoerd door een groep slavenhandelaren, waarvan de leider zich voordoet als lid van Fairy Tail. Wanneer Natsu hoort dat deze zich voordoet als lid, wordt hij kwaad en gaat hij erop af om hem een lesje te leren, niet wetende dat Lucy ontvoerd is. Nadat Natsu de leider heeft verslagen, blijkt dat hij zelf lid is van Fairy Tail en de vuurmagie beheerst. Hierna nodigt Natsu Lucy uit om lid te worden van Fairy Tail. Lucy neemt de uitnodiging aan. Aangekomen in het hoofdkwartier van Fairy Tail wordt Lucy lid van het gilde. Met de nieuwe mensen die ze daar ontmoet, beleeft ze vele avonturen.

## Personages
Lucy HeartfiliaEen magiër die hemelgeesten kan oproepen (iedere hemelgeest is vernoemd naar een sterrenconstellatie). Zij gebruikt daarvoor gouden en zilveren sleutels. Als gevolg van haar vervreemde relatie met haar vader en de dood van haar moeder is zij van huis weggelopen om bij de gilde Fairy Tail aan te sluiten.
Natsu DragneelEen drakenmagiër die het vuurelement beheerst. Hij werd als baby gevonden door een krachtige vuurdraak genaamd Igneel. Deze draak heeft hem opgevoed en heeft hem geleerd te praten, schrijven en het gebruik van de oude magiestijl beter bekend als Drakenslachter. Toen Igneel verdween en hem alleen liet, is hij gaan zwerven om Igneel te vinden, maar kwam hij bij Fairy Tail terecht. Zijn bijnaam is Salamander en is gerelateerd aan zijn vuurmagie. Zijn andere bijnaam is Het Grootste Probleemkind, als gevolg van zijn destructieve en roekeloze natuur.
Erza ScarletEen heel sterke S-klassemagiër. Opgegroeid als slaaf van een cultgroep, na een ontsnappingspoging van het eiland, werd zij gemarteld en verloor haar rechteroog (dat ze later liet vervangen door middel van magie). De slavendrijvers werden verworpen nadat de slaven in opstand waren gekomen. Zij werd gedwongen het eiland te verlaten om haar vrienden te kunnen redden en kwam bij Fairy Tail terecht. Zij is de sterkste vrouw van Fairy Tail en heeft daarvoor de bijnaam Koningin van de Feeën: Titania (een verwijzing naar de Keltische mythologie). Zij gebruikt een magie (Re-Equip) waardoor ze snel van harnas en wapens kan wisselen.
Gray FullbusterEen magiër die het ijselement beheerst. Hij kwam uit een dorp in het noorden, maar een monster genaamd Deliora heeft zijn dorp vernietigd en daarbij werden ook zijn ouders gedood. Hij werd gevonden door de krachtige ijsmagiër Ur en haar leerling Lyon. Hij leerde ijsmagie te gebruiken zodat hij dat monster zou kunnen verslaan om zijn ouders te wreken. Hij daagde Deliora uit maar kon het monster niet verslaan, waardoor zijn lerares Ur haarzelf opofferde om hem en Lyon te beschermen. Na haar dood kwam hij alleen bij Fairy Tail terecht.
HappyHappy is een blauwe kat die de magie Aera heeft waarmee hij kan vliegen. Hij werd geboren uit een ei afkomstig uit de parallelle wereld Edolas en verzorgd door Natsu en een ander meisje uit Fairy Tail, genaamd Lisanna. Sindsdien gaat hij altijd met Natsu overal heen en kan hij worden meegerekend als lid van de groep.
Wendy MarvellEen 12-jarig meisje dat net zoals Natsu over drakenmagie beschikt. Zoals Natsu over het vuurelement beschikt, beschikt zij over het luchtelement. Ze werd lid van Fairy Tail nadat ze erachter was gekomen dat haar vorige gilde een hallucinatie was geweest en gaat altijd mee met de groep op missies.
CarlaCarla is de witte kat die net zoals Happy Aera magie heeft waarmee zij kan vliegen. Ze werd geboren uit een ei dat van een parallelle wereld Edolas kwam, en werd later gevonden door Wendy. Carla heeft meerdere namen in het Japans: Carla, Charle en Charles.

## Anime
De manga is verwerkt tot een animereeks door A-1 Pictures en Satelight. Deze wordt/is in Japan uitgezonden van 12 oktober 2009 tot op heden en volgt de verhaallijn van de manga. De anime zou eigenlijk na aflevering 48 gestopt worden, maar door de grote populariteit kwam er toch een tweede seizoen en daarop volgde weer een andere seizoen. Tegenwoordig valt er niet zozeer meer van seizoenen te spreken, als wel van zogenoemde 'arcs'.
De serie is een tijdje blijven steken bij episode 175, daar de anime de manga dreigde in te halen. In april 2014 is de serie weer verdergegaan onder een tweede arc, getiteld 'Fairy Tail 2014'. De serie liep van 5 april 2014 tot 26 december 2015 en bevat 90 afleveringen. 
Vanaf 9 januari 2016 wordt een nieuwe Fairy Tail serie uitgezonden. De serie heet "Fairy Tail Zero" en is een prequel op de manga waarin de vorming van de gelijknamige wizard's guild wordt verteld.

## OVA
Er zijn zeven OVA afleveringen van Fairy Tail geproduceerd en verschenen op DVD door A-1 Pictures and Saltelite. De eerste OVA,Yōkoso Fairy Hills!! (ようこそフェアリーヒルズ!!, letterlijk Welkom in Fairy Hills) is verschenen op 15 april 2011. De tweede OVA Yōsei Gakuen Yankee-kun to Yankee-chan (妖精学園 ヤンキー君とヤンキーちゃん, letterlijk "Fairy Academie: Yankee-kun and Yankee-chan") is verschenen op 17 juni 2011, tegelijkertijd met de 27e volume van de manga. De derde OVA,"Memory Days" (メモリーデイズ Memorī Deizu) is samen met de 31e volume van de manga verschenen en het verhaal van deze OVA is geschreven door Hiro Mashima.